# Супермаркет
 Тази статия е за вида магазин.  За американския сериал вижте Супермаркет (сериал).  
Супермаркетът е магазин на самообслужване, предлагащ широко многообразие от хранителни и домакински стоки, организирани в сектори и щандове. Супермаркетите са по-големи и с по-широк асортимент от традиционните бакалии, но по-малки от хипермаркетите.
Първите супермаркети се появяват в Съединените щати, където през 30-те години на XX век се налагат като водеща форма в търговията на дребно. Разпространяват се бързо и в Западна Европа от средата на 50-те години. В България изграждането на супермаркети започва в края на 60-те години, като в средата на 70-те години те са около 100 и обхващат около 14% от продажбата на хранителни стоки в страната, но при комунистическия режим ограниченият асортимент и постоянните дефицити на потребителски стоки ги прави неефективни.